# Jean Reverzy
Jean Reverzy, né le 10 avril 1914 à Balan (Ain) et mort à Lyon le 9 juillet 1959 d'un infarctus du myocarde, est un médecin lyonnais et un romancier français.
Il obtient le prix Renaudot en 1954 pour son premier roman Le Passage.

## Biographie
Durant ses études de doctorat, il pratiqua en tant que médecin. Il participera, avec Jean Peissel, dès novembre 1941, a un réseau de transmission, sous la direction du Colonel Beauregard, alias Buffet-Gauthier. Ils ont également organisé un service médical à l'attention des personnes réfractaires au STO. Ils seront arrêtés par la Gestapo, et déportés au camp de Mauthausen.

## Style
Dans ses romans, Jean Reverzy peint crûment le monde médical dans une manière proche de Céline (dont il fut le contemporain), et teinte souvent ses descriptions de la vie à Lyon dans la première moitié du XXe siècle de comparaisons nostalgiques avec d'autres lieux souvent maritimes, comme la Polynésie.

## Œuvres
Son premier roman Le Passage raconte la lente agonie mélancolique d'un ami du narrateur, revenu de Polynésie avec une vahiné vieillissante et une cirrhose pigmentaire.
Une autre œuvre connue de Jean Reverzy est Place des angoisses, où la place Bellecour à Lyon, la place du monde médical de la ville paraît fantomatique comme un trépas.

### Liste
- Le Passage (Julliard 1954).
- Place Des Angoisses (Julliard 1956).
- Le Corridor (Lettres nouvelles, Julliard 1958).
- Le Silence De Cambridge suivi de La Vraie Vie (Lettres nouvelles, Julliard 1960).
- A La Recherche D'un Miroir (Lettres nouvelles, Julliard 1961).
- Œuvres (Flammarion 1977).
- Le Mal Du Soir (Actes Sud 1986).
- Le Souffle (Actes Sud 1994).

## Hommages
- Il y a un square Docteur Jean Reverzy à Lyon[4].
- la salle de littérature de la Bibliothèque Municipale de Lyon Part-Dieu porte le nom de Jean Reverzy, en hommage à l'écrivain.
- l'établissement scolaire Institution des Chartreux (69004 Lyon) dispose d'un centre de documentation et d'information au nom de Jean Reverzy[5].